# Manda Touré
Manda Touré est une actrice française.

## Filmographie

### Cinéma
- 2012 : Ombline : Bol-de-Riz
- 2014 : Aïssa : Aïssa
- 2015 : Braqueurs : la sœur
- 2015 : Exotique : Philomme
- 2015 : Mi-temps
- 2016 : Il a déjà tes yeux : Alvina
- 2017 : La Promesse de l'aube : la fille Bangui
- 2017 : Bonne Nuit : Keyah
- 2018 : Le Doudou : la vendeuse duty-free
- 2018 : Petite Avarie : Laura
- 2019 : Hors normes : la fille de Mme Diabaté
- 2019 : Si j'étais fermier
- 2020 : Tolo Tolo : Idjaba
- 2021 : Sapeurs-Pompiers : une journaliste
- 2021 : Les Jeunes Amants : Dr Aïssa Sissoko
- 2021 : Kenavo : la policière
- 2022 : Maison de retraite : Marion
- 2022 :  L'Innocent : la femme de l'aquarium
- 2023 : Une affaire d'honneur : Latina

### Télévision
- 2015 : Candice Renoir : Samantha (1 épisode)
- 2016 : Le juge est une femme : Fatou Diacouné (1 épisode)
- 2018 : American Patriot : Sidibé Ntep (2 épisodes)
- 2020 : Il a déjà tes yeux : Alvina (6 épisodes)
- 2020-2021 : Cheyenne et Lola : Espérance (7 épisodes)
- 2022 : Sopravvissuti : Malika (12 épisodes)
- 2023 : Scène de ménages (1 épisode)
- 2023 : Tropiques Criminels : Lisiane Bengalis (1 épisode)
- 2023 : Afropolitaine : Yvoire (1 épisode)
- 2024 : Robyne : Daphné Chollet

### Doublage
- 2023 : The Buccaneers : ? ( ? )

## Théâtre
- 2024 : Passeport d'Alexis Michalik - Théâtre de La Renaissance, Paris
- 2018 : Sur la route d'Anne Voutey - Festival d'Avignon